# بخش بنگلور
بخش بنگلور (به انگلیسی: Bangalore district) یک بخش در هند است که در کارناتاکا واقع شده‌است.